# Pelecotoma septentrionalis
Pelecotoma septentrionalis is een keversoort uit de familie waaierkevers (Rhipiphoridae). De wetenschappelijke naam van de soort is voor het eerst geldig gepubliceerd in 1936 door Kono.